# Tivoli (Wien)

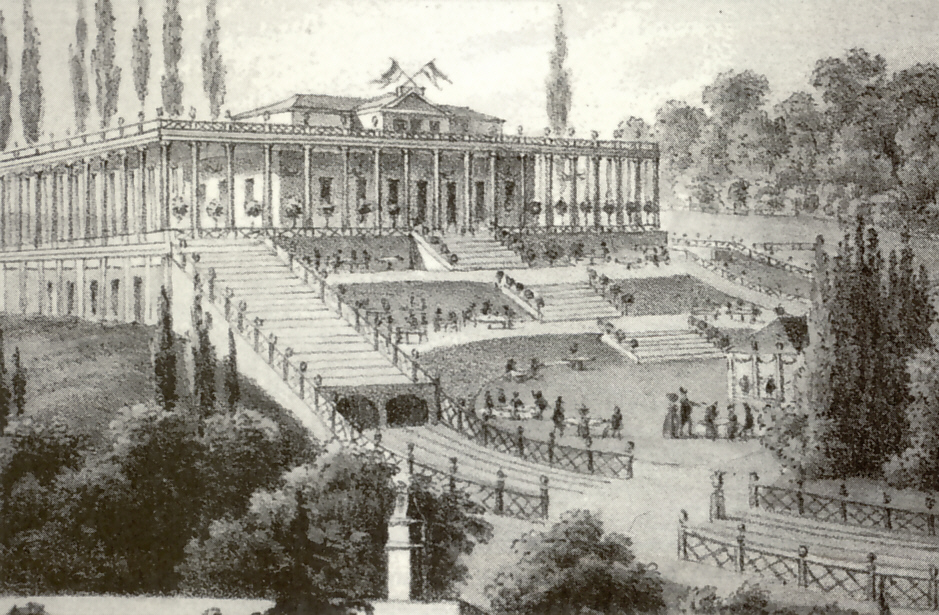
Hauptgebäude des Tivoli mit Rutschbahn, Franz Wolf, 1830

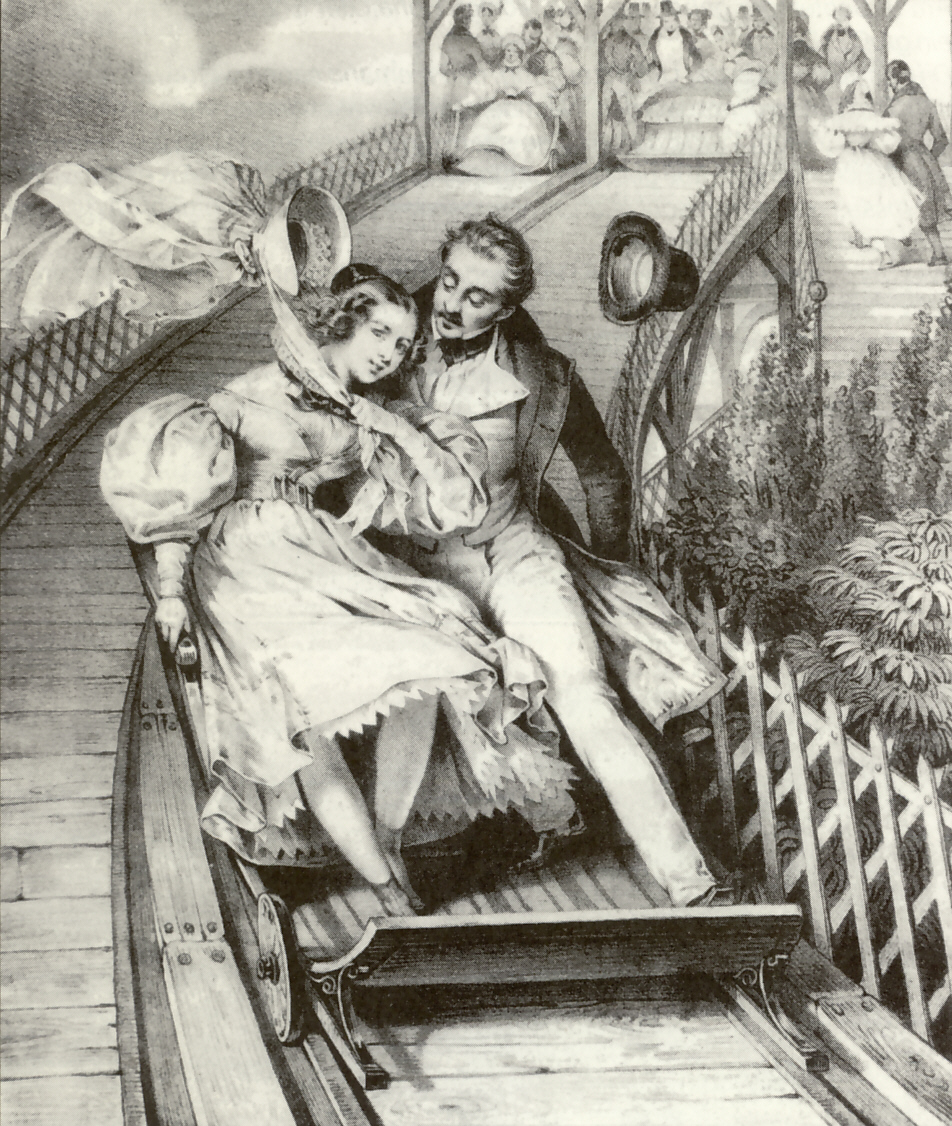
Auf der Rutschn des Tivoli, 1832

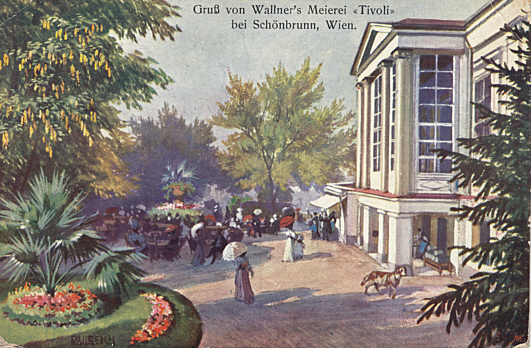
Wallner's Meierei, um 1910

Tivoli war ein berühmtes Vergnügungsetablissement im ehemaligen Wiener Vorort Obermeidling. Es lag zwischen den heutigen Straßenzügen der Hohenbergstraße, Tivoligasse und Grünbergstraße, nunmehr im 12. Bezirk Meidling.

## Geschichte
Nach dem Muster von Rutschbahnen, die in Russland erfunden worden waren und in mehreren europäischen Großstädten errichtet wurden (siehe Russische Berge), eröffneten die Berliner Unternehmer Friedrich Emil Gericke und Ernst Wagner auch in Wien eine derartige Einrichtung. Der Name Tivoli wurde wegen der schönen Aussicht gewählt, die man von der Rutschbahn auf das Wiental und die dahinter liegende Stadt Wien hatte, nach dem für seine Gartenanlagen berühmten Ort Tivoli östlich von Rom.
1829 erwarben die Unternehmer ein Grundstück am Grünen Berg in Meidling. Das war damals ein vornehmer Villenort mit einem Heilbad (Theresienbad) in der Nähe des kaiserlichen Schlosses Schönbrunn. In kurzer Zeit erbauten sie ein luxuriöses Vergnügungsetablissement für die oberen Schichten, in dem gespeist und getanzt werden konnte. Es bestand aus mehreren Gebäuden mit einer davor liegenden Plattform, von der man die erwähnte schöne Aussicht auf Wien genoss. Im darunter liegenden Garten lag die Rutschbahn mit vier nebeneinander liegenden Gleisen und ungefähr 15 zweisitzigen Wagen, mit denen man die wellenförmige Strecke befuhr.
Das Lokal wurde 1830 eröffnet, begleitet durch zahlreiche Werbemaßnahmen und Inserate in Zeitungen. Auch zusätzliche Attraktionen wie Laternenfeste oder Feuerwerke sorgten für die Abwechslung der Gäste. Von entscheidender Bedeutung für den Erfolg der Anlage war das fixe Engagement des Orchesters von Johann Strauss (Vater), das in einem Pavillon im Garten immer wieder auch neue Kompositionen an Walzern und anderen Tänzen darbot.
Die Eröffnung am 5. September erfolgte unter Anwesenheit des Kaiserpaares, am zweiten Eröffnungstag, dem 9. September, waren 2000 Gäste aus dem Hochadel geladen. Immer wieder wurden große Feste veranstaltet, wie z. B. 1831 mit einem Feuerwerk von Johann Georg Stuwer unter dem Titel Mädchen aus der Feenwelt oder 1832 ein Chinesisches Laternenfest mit Strauss-Walzern. 1834 fanden am Tivoli die letzten Hahnenkämpfe auf Wiener Boden statt.
Ferdinand Raimund schuf 1830 innerhalb seines Schauspiels Die gefesselte Phantasie ein Tivoli-Lied, das sich beim Publikum großer Beliebtheit erfreute. Kompositionen von Johann Strauss Vater für das Tivoli waren der Tivoli-Rutsch-Walzer, op. 39 (1830), Tivoli-Freudenfest-Tänze, op. 45 (1831), Vive la Danse!, op. 47 (1831), Ein Strauß von Strauß – aus Tonblumen (1832), Zampa-Walzer, op. 57 (1832), Der Frohsinn mein Ziel, op. 63 (1833), Erste Walzer-Guirlande, op. 67 (1834) und Heimath-Klänge, op. 84 (1836). Der Militärkapellmeister Joseph Rezniczek (um 1787 bis 1846) komponierte diverse Tivoli-Märsche und brachte sie im Meidlinger Tivoli mit seinen Musikern auch zur Aufführung.
Ab 1834 konnte das Etablissement aber wegen der hohen Betriebskosten nicht mehr rentabel geführt werden. Neue Besitzer, wie Johann Junge (1836) oder Karl Demuth (1837), versuchten vergeblich, durch neue Attraktionen und Verlängerung der Rutschbahn daran etwas zu ändern. Erst Franz Lechner gelang es 1844, das Tivoli zu retten, indem er unter dem Namen Klein-Tivoli erfolgreich eine Meierei und Jausenstation etablierte, die Rutschbahn wurde abgebaut. Ein Plan, das Gelände zu parzellieren und dort eine Villensiedlung zu errichten, zerschlug sich.
Lechner engagierte vor allem den jungen Johann Strauss Sohn zu Beginn seiner Laufbahn als Komponist und Dirigent. Von Johann Strauss Sohn wurden der Patrioten-Marsch, op. 8 (1845) und die Walzer Berglieder, op. 18 (1845) sowie Die Zillerthaler, op. 30 (1846) im Tivoli uraufgeführt.
1873 wurde Johann Wallner Besitzer. In seiner Zeit wurde das Tivoli wiederum von prominenten Persönlichkeiten besucht, wie um die Jahrhundertwende von den Künstlern Gustav Klimt und Egon Schiele. Wallner errichtete oberhalb der Meierei einen großen Holzpavillon, der mit Bildern des Malers Anton Hlavaček ausgemalt war. Eine Büste Hlavačeks von Fritz Hänlein wurde 1925 hier aufgestellt. In der Nähe des Tivoli befand sich in der ersten Hälfte des 20. Jahrhunderts der sogenannte „Meidlinger Prater“ mit Schaukeln und Ringelspielen.
Während des Zweiten Weltkriegs war das Tivoli geschlossen und verfiel danach zusehends, sodass der Betrieb 1967 eingestellt wurde. 1980 wurde es durch Brandstiftung verwüstet und 1991 abgetragen. Heute erinnern noch die Wohnhausanlage Am Tivoli, die Tivolibrücke und die Tivoligasse an das einstige Vergnügungslokal.